# Rozinka (Vrábče)
Rozinka je malá osada u obce Vrábče v okrese České Budějovice v Jihočeském kraji. V některých zdrojích bývá jmenována jako Ves-Rozinka. Nachází se asi jeden kilometr východně od Vrábče a je zde evidováno 9 adres. Rozinka leží v katastrálním území Vrábče.
Osadou projíždí autobus Dopravního podniku města České Budějovice, linka č. 7, který zde má zastávku.
Ve vsi stojí u stavení čp. 110 křížek s nápisem Na památku obci Korosek 1896.

## Další fotografie

Rozinka
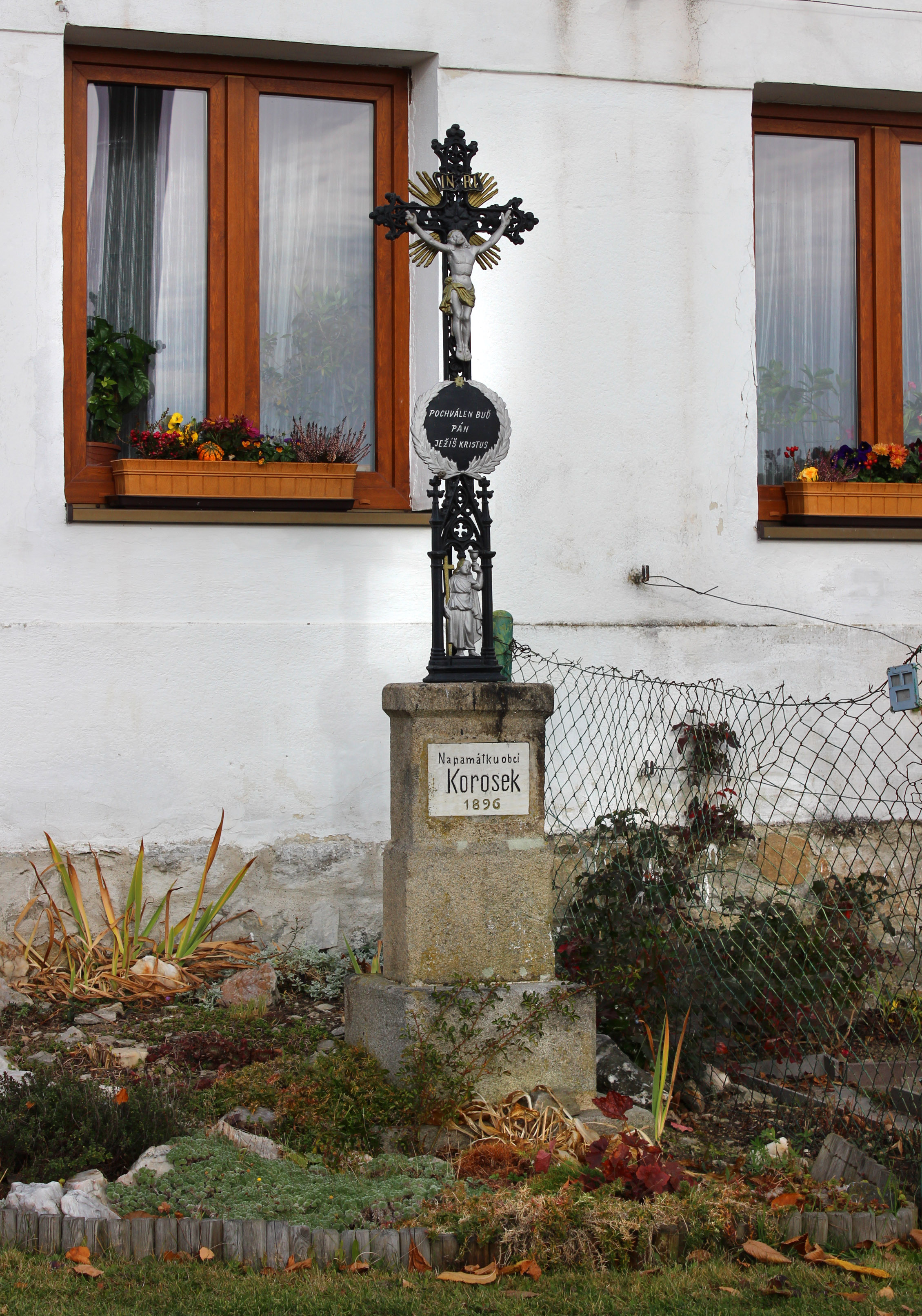
Křížek na památku obce Koroseky
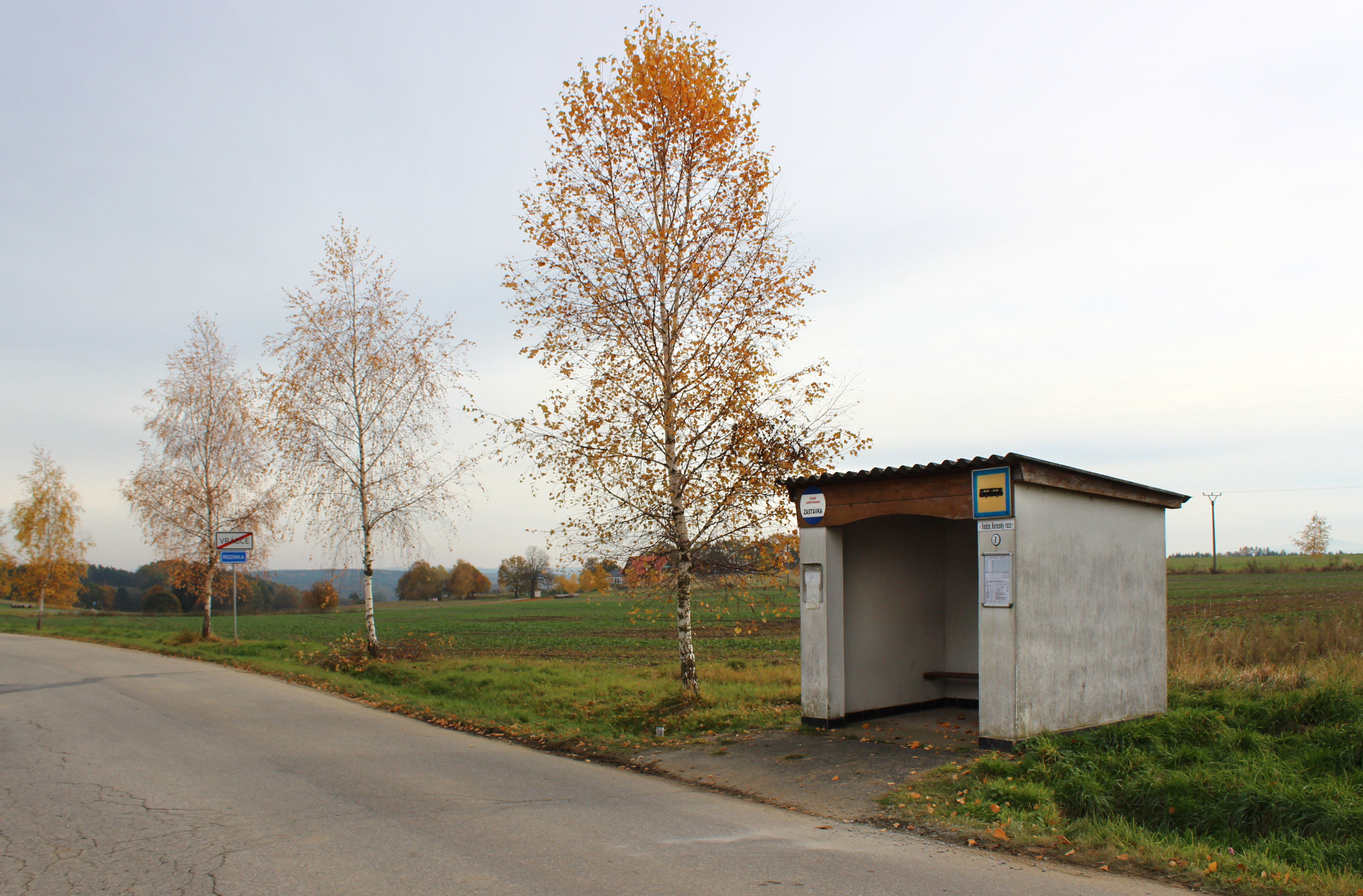
Zastávka s alejí bříz
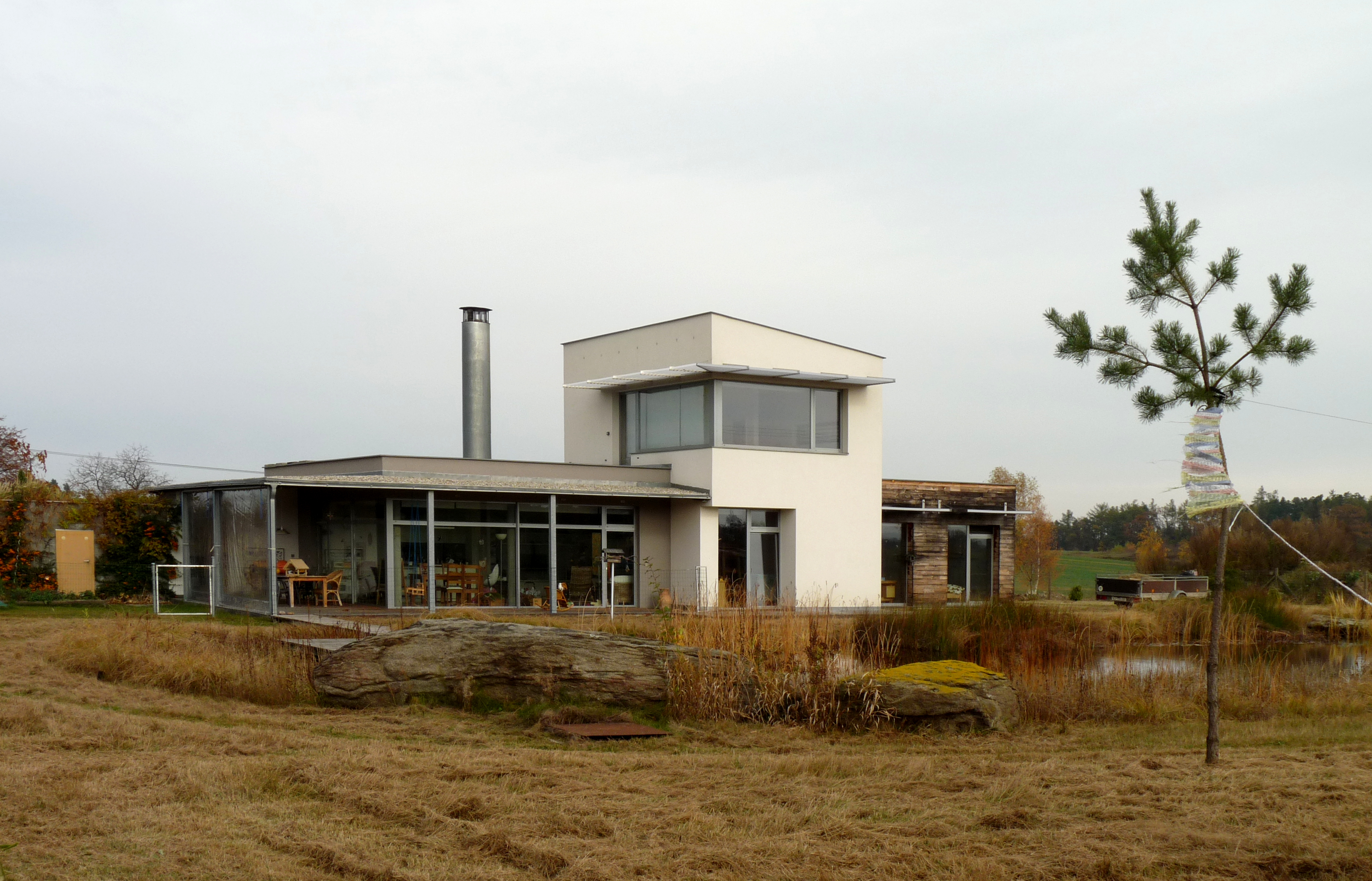
Nová výstavba
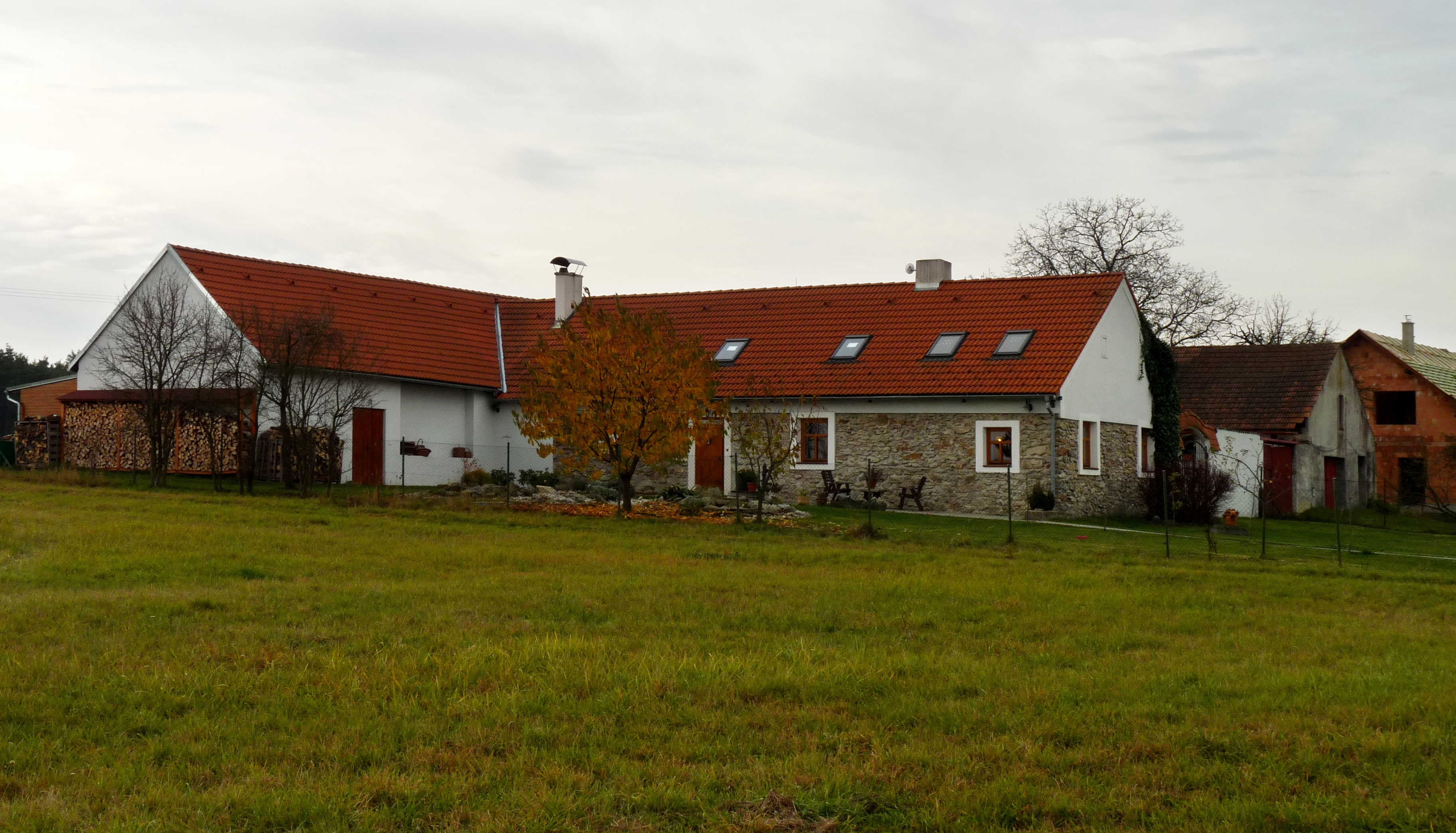
Stavení č.p.108
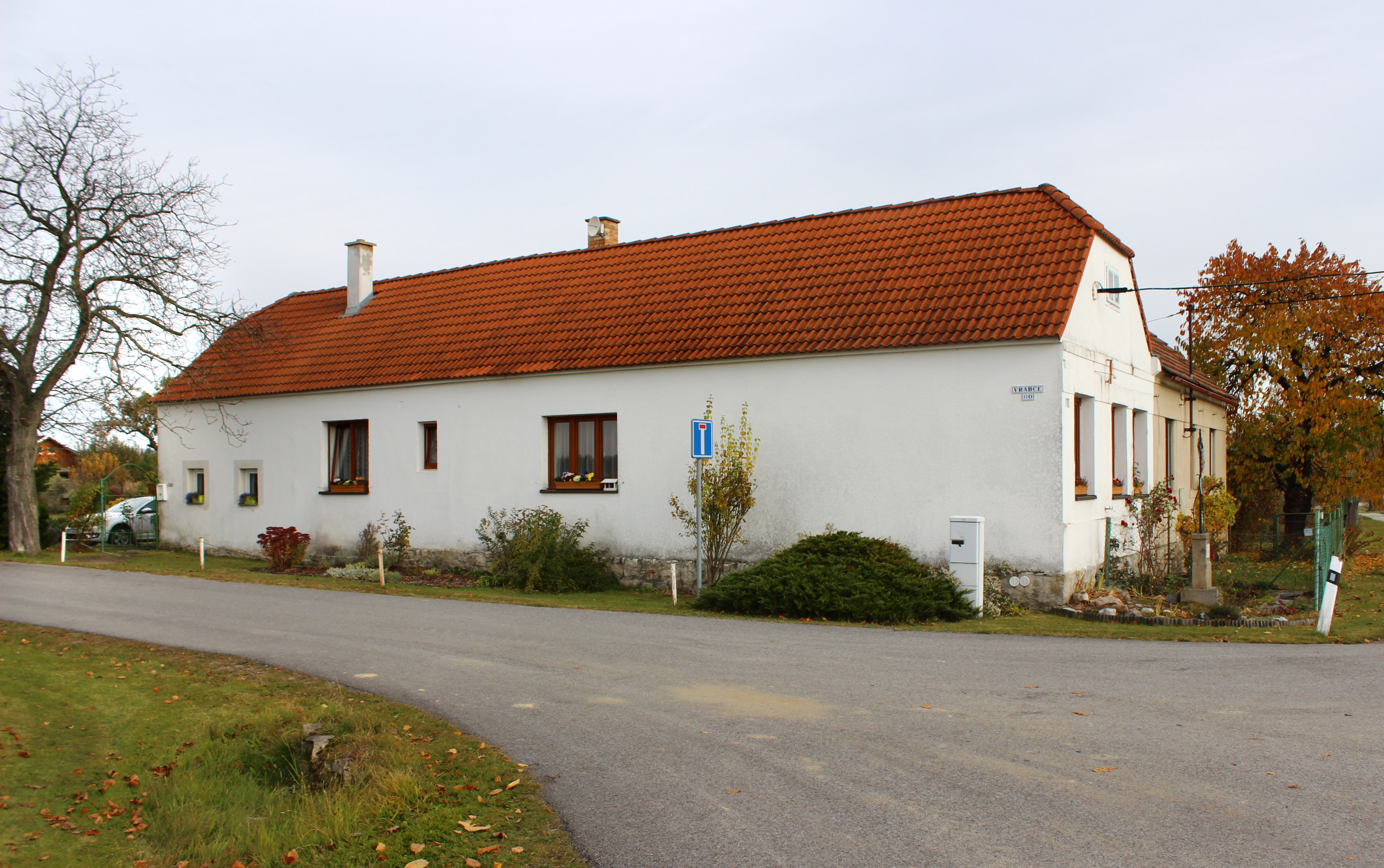
Stavení č.p.110